# Krishnapura, Kolar
Krishnapura là một làng thuộc tehsil Kolar, huyện Kolar, bang Karnataka, Ấn Độ.